# Кецле (Фрозиноне)
Кецле је насеље у Италији у округу Фрозиноне, региону Лацио.
Према процени из 2011. у насељу је живело 39 становника. Насеље се налази на надморској висини од 358 м.